# مروارید قطر
مُروارید قَطَر نام جزیره‌ای مصنوعی در خلیج فارس واقع در نزدیکی شهر دوحه پایتخت قطر است.
مساحت این جزیره ۴۰۰ هکتار است و پس از پایان این پروژه، ۳۲ کیلومتر ساحل تازه به کرانه‌های کشور قطر افزوده شده‌است. مروارید قطر در اصل از ۱۳ جزیره کوچک تشکیل شده که ۱۵ هزار واحد مسکونی را در خود جای خواهند داد. فاصله این جزایر از فرودگاه بین‌المللی دوحه ۲۰ کیلومتر است. این جزیره توسط شرکت معماری کالیسون برنامه‌ریزی و طراحی شده‌است.

## نگارخانه

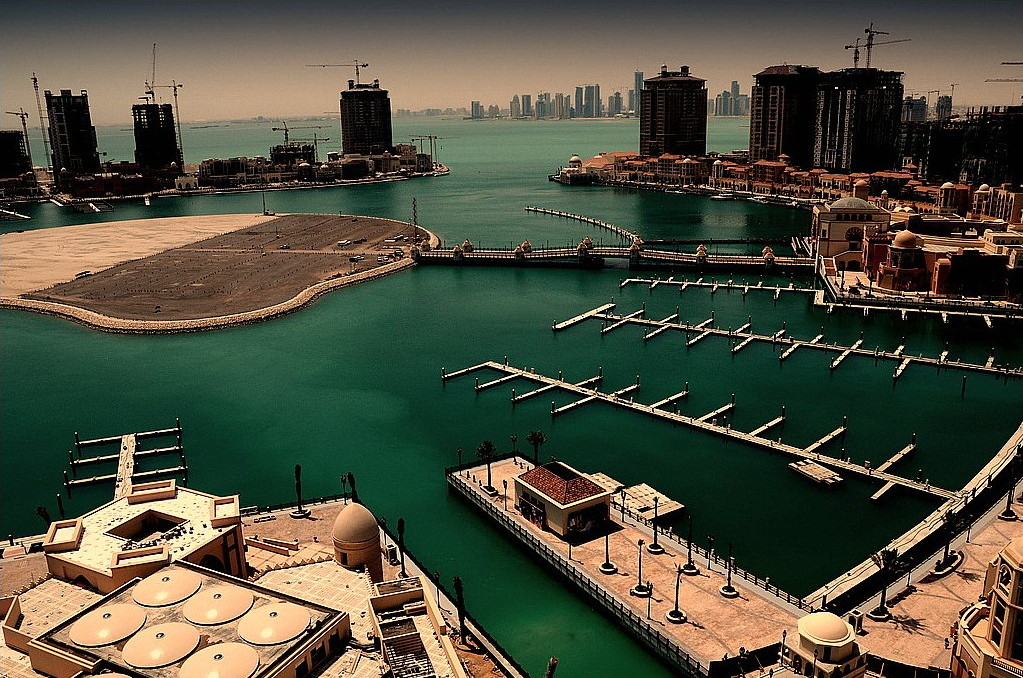
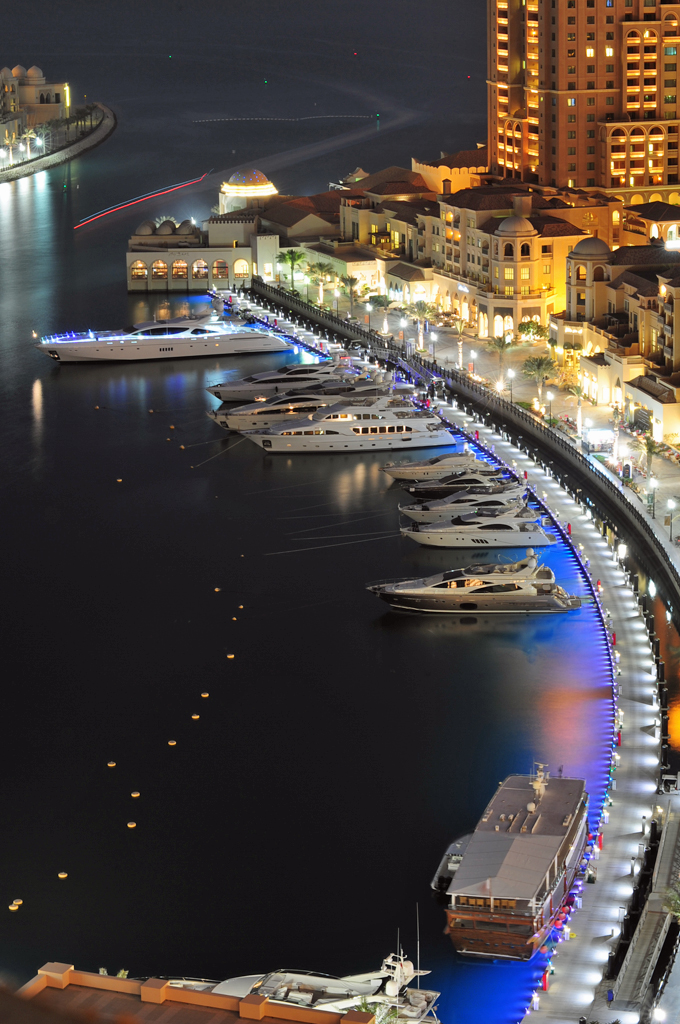
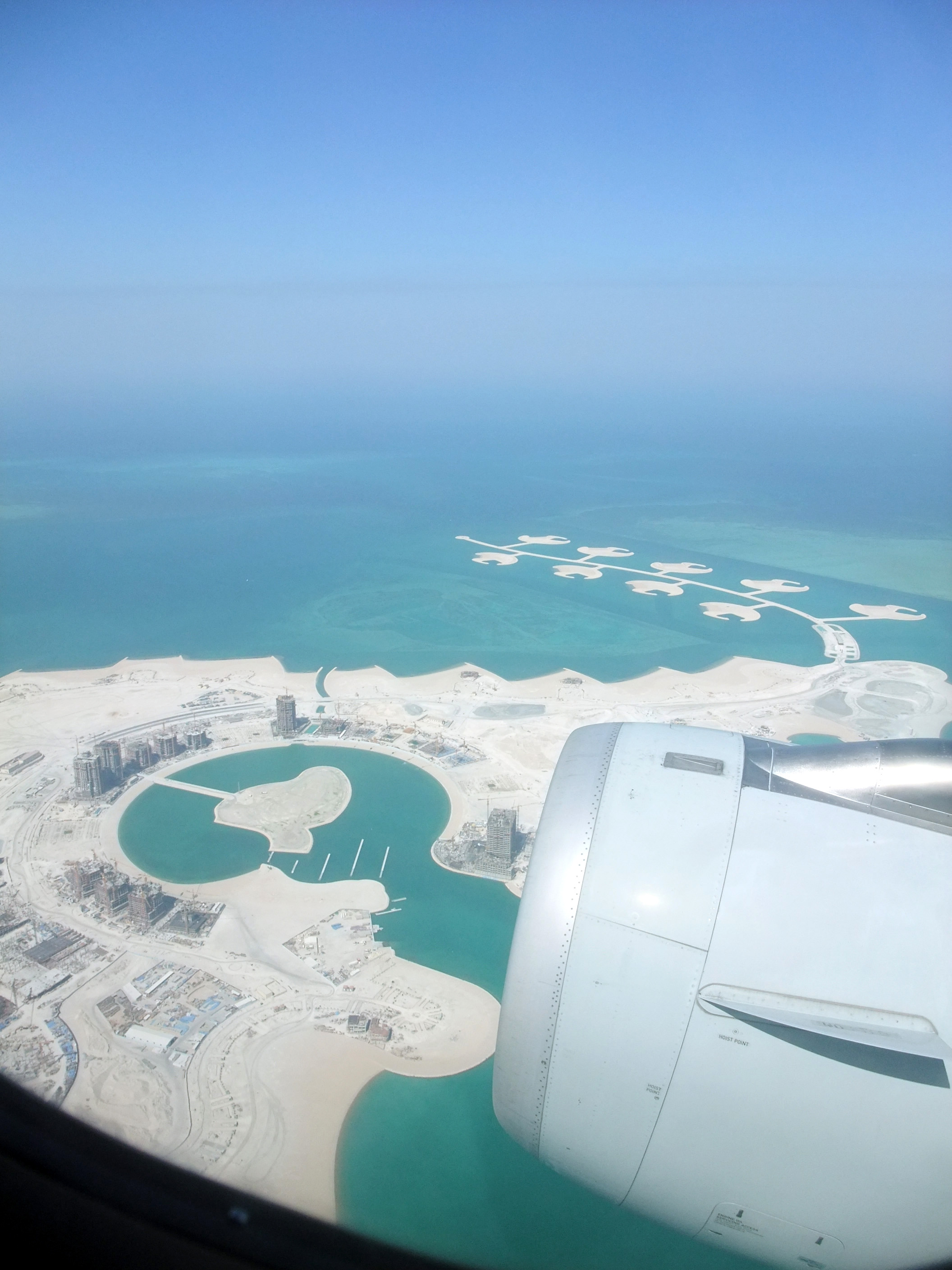
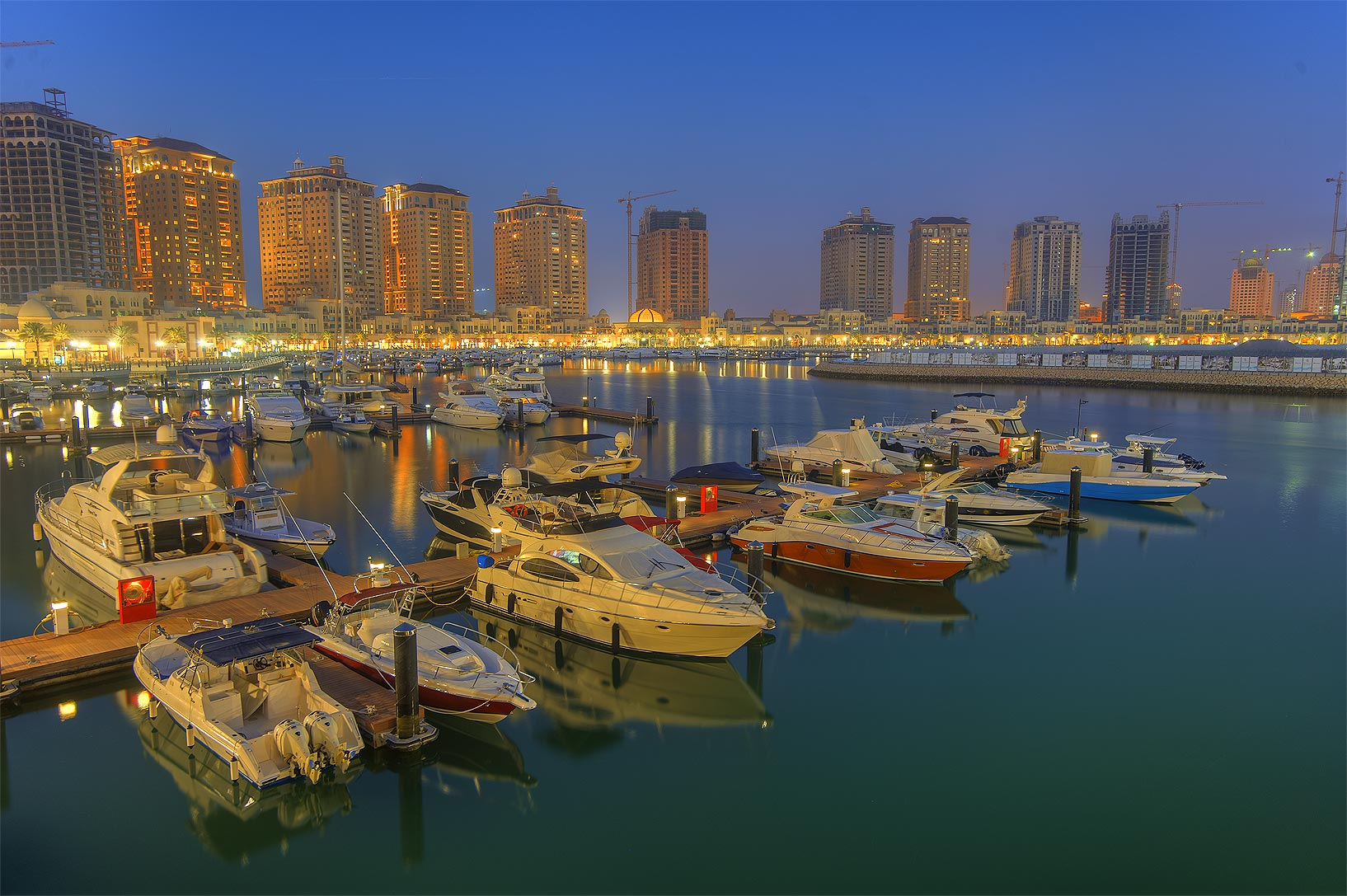